# Dysspastus perpygmaeella
Dysspastus perpygmaeella is een vlinder uit de familie dominomotten (Autostichidae). De wetenschappelijke naam is voor het eerst geldig gepubliceerd in 1901 door Walsingham.
Deze vlinder komt voor in Europa.